# Jsem
Jsem je řadově třetí studiové album české zpěvačky Anety Langerové, které vyšlo v roce 2009 u vydavatelství Sony Music. Producentem desky se stal Martin Ledvina.

## Seznam skladeb
Autorem skladeb je Aneta Langerová, není-li uvedeno v závorce jinak.
| Pořadí | Název                           | Délka |
| ------ | ------------------------------- | ----- |
| 1.     | V bezvětří (Horáček, Langerová) | 4:17  |
| 2.     | Jsem (Klus, Langerová)          | 4:06  |
| 3.     | Amor (Horáček, Langerová)       | 4:33  |
| 4.     | Jedináček (Petr, Ledvina)       | 4:01  |
| 5.     | Pokušení (Langerová, Ledvina)   | 3:55  |
| 6.     | Už víš (Ledvina)                | 5:13  |
| 7.     | Motýl                           | 5:01  |
| 8.     | Stačilo říct (Hrůza)            | 3:02  |
| 9.     | Dokola                          | 3:37  |
| 10.    | Den (Horáček)                   | 4:18  |
| 11.    | Vzpomínka                       | 4:40  |

## Seznam singlů
- V bezvětří (1. singl)
- Dokola (2. singl)
- Vzpomínka (3. singl)